# Église de Voikoski
L'église de Voikoski (en finnois : Voikosken kirkko) est une église en bois située dans le quartier Valkeala de la commune de Kouvola en Finlande.

## Description
L'église de Voikoski est une église en bois conçue par Emil Askola, qui a été construite en 1937 dans le village de Voikoski de Valkeala, par l'association locale des salles de prière. 
L'église a été inaugurée le 26 septembre 1937. 
En septembre 2012, une messe célébrant le 75e anniversaire de l'église, a été prêchée par l'évêque Seppo Häkkinen du diocèse de Mikkeli.
L'église peut accueillir 150 personnes et dispose d'un 
harmonium. 
Le retable représentant Jésus au Jardin des Oliviers a été peint par Mirja Niemi.